# Бут, Хьюберт Сесил
Хьюберт Сесил Бут (англ. Hubert Cecil Booth; 4 июля 1871 — 14 января 1955) — английский инженер, известный как изобретатель пылесоса. Также разрабатывал обзорные колеса, подвесные мосты и фабрики. Позже стал председателем и управляющим директором British Vacuum Cleaner Co.

## Ранняя жизнь
Бут родился в Париже, Франция, его семья переехала в Глостер, когда ему было 2 месяца. Получил образование в Глостерском колледже и Школе графства Глостер под руководством преподобного Г. Ллойда Беретона. В 1889 году сдал экзамен и поступил в Центральный технический колледж в Лондоне. Окончил трехлетний курс в области гражданского строительства и машиностроения под руководством профессора Уильяма Анвина и стал студентом Института гражданских инженеров.

## Карьера
В декабре 1892 года начал работать инженером-строителем. На этой должности проектировал мосты и большие колеса обозрения для парков развлечений в Лондоне, Блэкпуле, Париже и Вене. Он также работал над проектом двигателей для линкоров Королевского флота.

### Пылесос
Бут создал один из первых пылевых пылесосов. До того, как изобретатель представил свою версию пылесоса, машины для чистки просто чистили грязь, а не всасывали её.
Бут создал большое устройство, которое приводилось в действие от двигателя внутреннего сгорания. Названный «Puffing Billy», пылесос был оснащён бензиновым двигателем. Воздух всасывался с помощью поршневой помпы через тканевый фильтр. Он не содержал никаких щёток. Все очистки осуществлялись путём всасывания через длинные трубки с соплами на концах. Несмотря на то, что машина была слишком громоздкой, чтобы использовать её дома, принципы её эксплуатации были по сути такие же, как и у пылесосов сегодня. Бут позже создал электромоторную модель, но обе конструкции были чрезвычайно громоздкими, и их надо было транспортировать лошадьми в повозке. Термин англ. «vacuum cleaner» был впервые использован компанией для продвижения изобретения Бута в 1901 году.
Бут сначала не пытался продать свою машину, а продавал услуги по уборке. На него подавали жалобы за шум его пылесосов, и он даже был оштрафован за то, что машины пугали лошадей. Получив королевскую печать утверждения, моторизованный пылесос использовался для чистки ковров Вестминстерского аббатства к коронации Эдуарда VII в 1901 году.
Свои первые патенты получил 18 февраля и 30 августа 1901 года.

## Личная жизнь
Был женат на одной из дочерей Фрэнсиса Тринга Пирса, директора Priday, Metford and Company Limited. Умер 14 января 1955 года в Кройдоне.